# Ridolfino Venuti

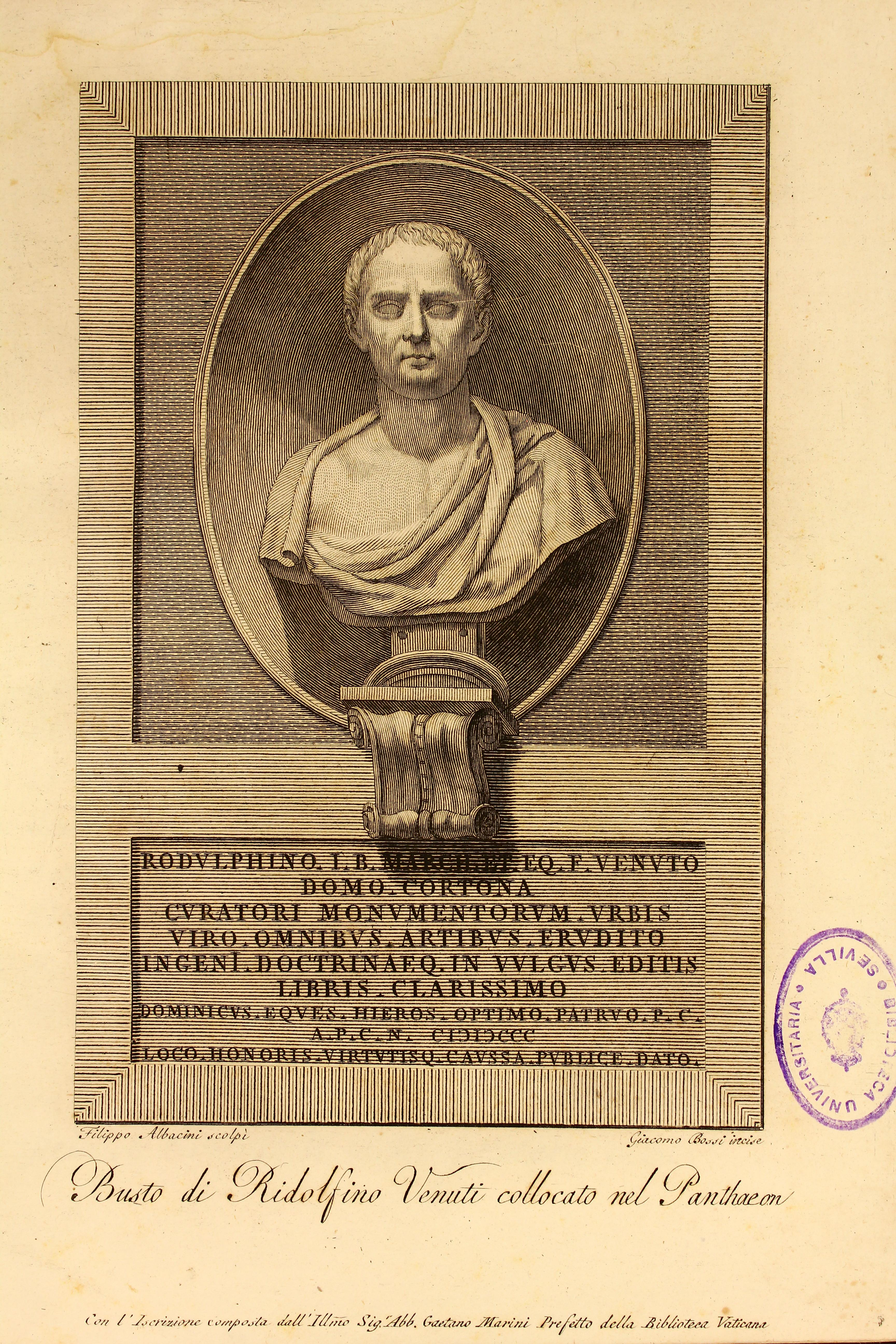
Stich von Giacomo Bossi einer Büste Rudolfino Venutis von Filippo Albacini im Frontispiz der Accurata e succinta descrizione topografica delle antichita di Roma in dritter Auflage 1824.

Ridolfino Venuti (* wohl November 1705 in Cortona; † 30. März 1763 in Rom) war ein italienischer Antiquar, Archäologe, Numismatiker und Kunsthistoriker. Er gilt als einer der bedeutendsten Antiquare seiner Zeit und machte sich vor allem mit seinen bebilderten Katalogen römischer archäologischer Sammlungen einen Namen. Venuti war von 1744 bis zu seinem Tod päpstlicher Antiquar und Aufseher über die Antikensammlungen und Ausgrabungen des Kirchenstaates.

## Leben und Leistungen
Ridolfino Venuti stammte aus einer alteingesessenen, angesehenen Familie aus Cortona. Er schlug eine Karriere als Geistlicher ein und begann ein Studium verschiedener Sprachen, insbesondere Latein, Altgriechisch und Hebräisch, aber auch Englisch und Französisch in Prato und an der Universität Pisa. Am 29. Dezember 1726 gehörte er mit seinem Bruder Niccolò Marcello zu den elf Gründungsmitgliedern der Accademia Etrusca, einer internationalen Gelehrtenorganisation, die sich vorrangig, aber nicht nur der Erforschung der Etrusker und anderer antiker Kulturen verschrieben hatte und die bis heute existiert. 1734 ging er in den Dienst des Kardinals Alessandro Albani nach Rom. Über diesen und seinen Kunst sammelnden Onkel Onofrio Baldelli lernte er in Rom viele Gelehrte, Künstler und Reisende kennen. Zu seinem Umkreis gehörten Philipp von Stosch, Francesco Valesio, Francesco Bianchini und Francesco de’ Ficoroni. Als Fremdenführer führte er viele bedeutende Gäste durch Rom und seine Ruinen. Venuti hatte Zugang zu allen bedeutenden Sammlungen der Stadt Rom. Neben den Vatikanischen Sammlungen und der seines Arbeitgebers Albani waren darunter bedeutende private Sammlungen wie die Sammlungen Capponi, Mattei und Odescalchi. Schnell hatte er sich einen vorzüglichen Ruf als Kenner der Antike erarbeitet, woraufhin ihn Papst Benedikt XIV. an die 1740 neu gegründete Accademia di storia Romana e d'antichità profane berief. 1742 begründete er das Giornale di letterati mit, in dem in internationaler Ausrichtung wissenschaftliche Neuigkeiten erörtert wurden. 1744 wurde er in der Nachfolge Francesco Palazzis zum Commissario delle Antichità und damit zum Oberaufseher über die antiken Monumente und die päpstlichen Sammlungen der Stadt, über die Ausgrabungen und den Verkauf von Antiken ernannt. Die fast 20 Jahre in dieser Funktion nutzte Venuti, um die römischen Monumente und Sammlungen systematisch zu erfassen, aufzuarbeiten und zu dokumentieren. Nachfolger im Amt wurde Johann Joachim Winckelmann. 1748 wurde Venuti mit der Arbeit Dissertazione sopra due antiche greche iscrizioni promoviert. Seine hohe Wertschätzung über die nationalen Grenzen hinaus zeigte sich in seiner Berufung zum associé libre der Académie royale des inscriptions et belles-lettres im Jahr 1750 und 1757 als Mitglied in die Royal Society.

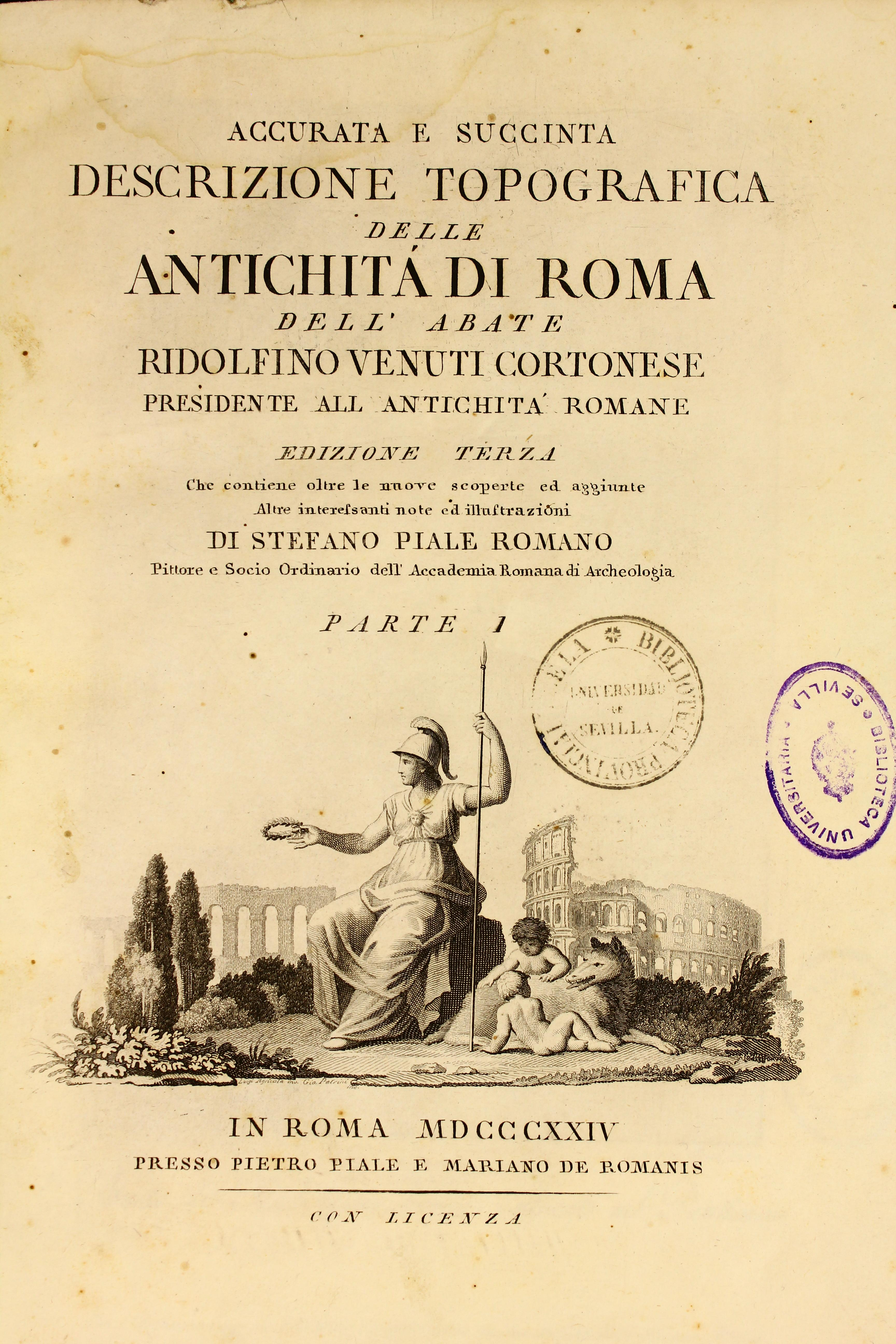
Titelblatt der Accurata e succinta descrizione topografica delle antichita di Roma. (3. Auflage, 1824)

Venuti bereicherte die Archäologie nicht um neue Theorien zur Archäologie und brachte sie auch nicht mit neuen Interpretationen zu Kunstwerken voran. Aufgrund seines weit gefächerten Interesses und seinem Hang zur systematischen Materialerfassung von Monumenten in der Stadt Rom wie auch in den römischen Sammlungen lagen seine archäologischen Verdienste in seinen Werken großer Materialfülle, die zudem von vielen Abbildungen begleitet wurden. Dadurch haben sie bis heute einen großen dokumentarischen Wert. Auch als Mitbegründer der Accademia Etrusca von Cortona ist sein Wirken bis heute spürbar. In Venutis Arbeiten lassen sich zwei Richtungen erkennen. Zum einen war er Lokalpatriot und rühmte in seinen Arbeiten seine Heimat Cortona und seine Wahlheimat Rom. Zum anderen ist bei ihm auch ein beginnender italienischer Nationalismus zu erkennen, indem er etwa das Primat der italienischen vor der französischen Malerei vertrat. Seine wichtigsten Arbeiten waren bildreiche Kataloge römischer Sammlungen. 1736 publizierte er die gemischte Sammlung Borioni, 1739 die Münzen der Sammlung Albani und 1744 die päpstlichen numismatischen Sammlungen (Numismata Romanorum Pontificum praestantiora a Martino V. ad Benedictum XIV.). Erst postum wurden die drei Bände zu den Skulpturen der Sammlung Mattei veröffentlicht. 1750 verfasste er mit Antonio Francesco Gori einen Katalog des Museums von Cortona, was die in der Entstehung befindliche Etruskologie stark beflügeln sollte. Ein Führer zu den Kapitolinischen Museen richtete sich vorrangig an die nicht wissenschaftlichen Besucher. Als Hauptwerke Venutis gelten die Beschreibungen der römischen Monumente Accurata e succinta descrizione topografica delle antichita di Roma, die postum noch in seinem Todesjahr publiziert und mehrfach bis ins 19. Jahrhundert erneut aufgelegt wurden, sowie das 1766 veröffentlichte Werk über das zeitgenössische Rom.

## Schriften
- Sopra l'antica città di Cortona, e suoi abitatori. 1743
- Numismata Romanorum Pontificum praestantiora a Martino V. ad Benedictum XIV. 1744
- Dissertazione sopra due antiche greche iscrizioni. 1748
- Osservazione sopra il fiume Clitunno, detto in oggi Le Vene. 1753
- Accurata, e succinta descrizione topografica delle antichità di Roma. 1763
- Accurata, e succinta descrizione topografica e istorica di Roma moderna, Opera postuma dell'abate Ridolfino Venuti cortonese. Roma, 1767 Google books